# Sergej Sergeevič Solomko
Sergej Sergeevič Solomko, anche noto con il nome francesizzato Serge de Solomko (in russo Сергей Сергеевич Соломко?; San Pietroburgo, 22 agosto 1867 – Sainte-Geneviève-des-Bois, 2 febbraio 1928), è stato un pittore, illustratore e disegnatore russo che visse parte della propria vita in Francia.

## Biografia
Sergej Sergeevič Solomko nacque il 22 agosto 1867 (10 agosto secondo il calendario giuliano) e venne battezzato il 24 settembre 1867 (12 settembre secondo il calendario giuliano) nella cattedrale di Sant'Isacco. Discendeva da una famiglia della nobiltà ereditaria del governatorato di Černigov; suo padre, il colonnello Sergej Afanas'evič Solomko, era in servizio presso la famiglia granducale di Konstantin Nikolaevič al palazzo di Strelna, vicino San Pietroburgo. È dunque qui che il futuro artista trascorse i suoi primi anni di vita. Dal 1883 al 1887, studiò a Mosca alla scuola di pittura, scultura e architettura, dopodiché passò un anno come uditore libero all'accademia imperiale di belle arti.
Fu alla fine degli anni 1880 che iniziò la sua collaborazione come illustratore con giornali e riviste d'arte, come Sever, nel 1888. Nel frattempo, lavorò anche per grandi giornali, come Niva. Disegnò soprattutto per il celebre Mir iskusstva e altri.

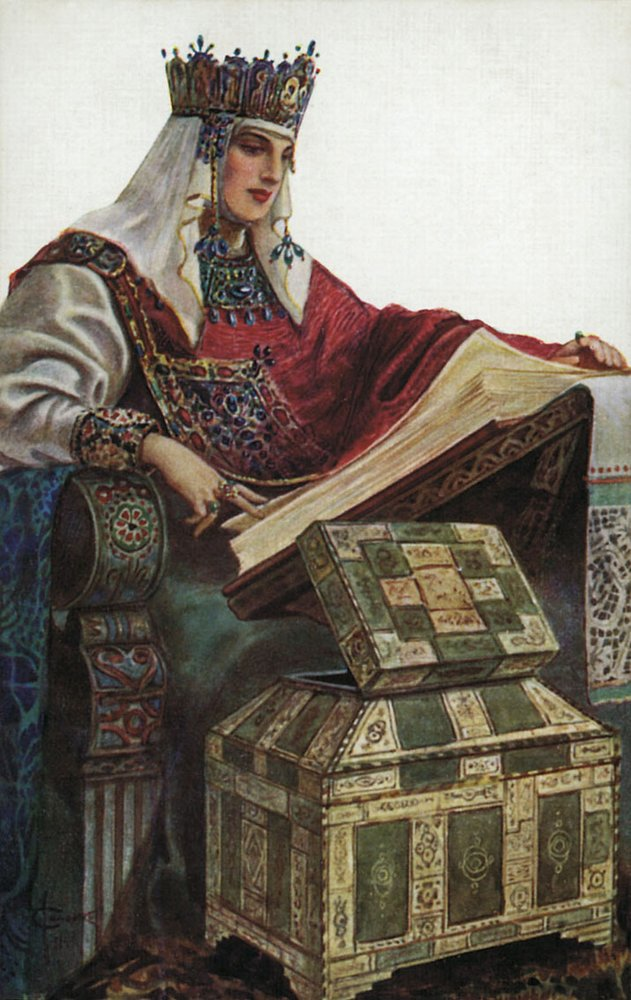
Una cartolina che ritrae il personaggio di Apraksija Korolevišna.

La casa editrice Suvorin gli commissionò delle illustrazioni delle opere di Puškin, come L'ospite di pietra (1895), L'annegato (1895), La fiaba dello zar Saltan (1896) e La fontana di Bachčisaraj (1897), quelle delle opere di Čechov, come Kaštanka (1892), così come La canzone del mercante Kalašnikov di Lermontov (1900) e Le anime morte di Gogol'. Dalla casa editrice di Adolf Marks ricevette numerose commissioni con altri artisti. Una fonte cospicua di reddito per l'artista furono anche dei disegni per i programmi e i periodici teatrali per i quali riceveva richieste frequenti; realizzò anche dei manifesti. In seguito, i suoi disegni e acquerelli vennero poi pubblicati come cartoline, soprattutto quelli con temi storici russi che gli commissionava la casa Lapin.
Gli anni 1900 segnarono l'apice della popolarità dell'artista. Egli raddoppiò la sua attività, dipinse degli acquerelli a tema storico e ricevette dalle case editrici una quantità di commissioni grafiche; inoltre si lanciò nei disegni di costumi e bigiù, disegnò modelli per la fabbrica imperiale di porcellana e collaborò con la maison Fabergé. Nel 1903, realizzò degli schizzi per dei costumi per il celebre ballo in maschera della corte che si tenne al palazzo d'Inverno e i cui ospiti erano vestiti secondo la moda della Russia antica. Nel 1906 creò la copertina del sesto numero della famosa rivista monachese Jugend, rappresentando una coppia galante della Russia antica.

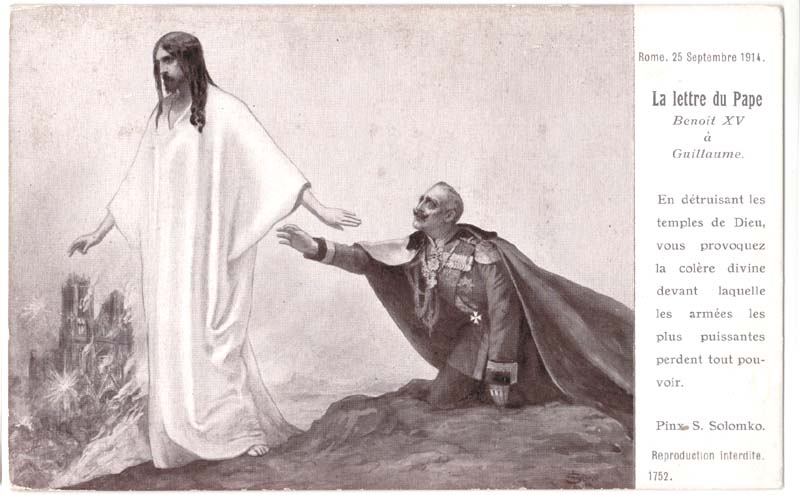
Une delle cartoline realizzate da Solomko nel periodo bellico.

Nel 1910 si trasferì definitivamente a Parigi, che all'epoca era la capitale mondiale dell'arte, ma continuò a partecipare alla vita artistica russa eseguendo le sue commissioni e inviando le proprie opere alle mostre. I suoi acquerelli vennero riprodotti nelle cartoline dalla casa Richard e altre case editrici e nei giornali russi, come l'ebdomadario illustrato Il sole della Russia. In piena prima guerra mondiale, illustrò delle cartoline patriottiche, le più note delle quali erano una cartolina che ritraeva Giovanna d'Arco che lancia un "vattene" secco a un soldato tedesco e un'altra che rappresenta Guglielmo II che si trascina dietro a Cristo, che si allontana da lui. Nel 1916, lavorò a un progetto per la Commissione della conservazione dei trofei e dei memoriali di guerra in vista della fondazione di un nuovissimo museo sulla grande guerra, che non era ancora terminato e che la Russia, sotto la pressione dei bolscevichi, avrebbe abbandonato, prima di entrare negli anni della guerra civile. La Commissione gli chiese quindi, nei mesi precedenti la rivoluzione del 1917, di realizzare ritratti dei membri del corpo di spedizione russo in Francia.
Solomko dimorò in Francia e non rientrò nel suo paese afflitto dalla rivoluzione. Continuò a illustrare dei libri, soprattutto per le edizioni Ferroud (con il nome Serge de Solomko), come Les Trois rois di Émile Gebhart (1919), Preghiera sull'Acropoli di Ernest Renan (1920) o Sui lati del vaso di Albert Samain, con illustrazioni galanti (1920). Si lanciò ugualmente in una carriera di disegnatore di costumi teatrali, dato che dal suo paese non giungevano più commissioni. Divenne poi noto per aver disegnato i costumi dei grandi ballerini russi emigrati in Francia, come la Kšesinskaja o la Pavlova. Nel 1921 partecipò a una mostra di artisti della vecchia accademia imperiale di belle arti esuli in Francia, che si tenne a Parigi alla galleria Magellan. Nel 1925 illustrò il Baldassarre di Anatole France per le edizioni Ferroud, ma poco dopo si ammalò. Povero, malato e sfinito prematuramente, morì alla casa di riposo degli esuli russi di Sainte-Geneviève-des-Bois, vicino a Parigi. Venne sepolto nel cimitero russo di Sainte-Geneviève-des-Bois. Già criticato nella sua epoca per il suo aspetto "decadente", Solomko veniva considerato nell'era sovietica come un rappresentante nel peggiore dei casi della "volgarità borghese", nel migliore del "realismo galante": la sua opera veniva di conseguenza disprezzata perché "alterava e guastava il gusto del popolo". Dagli anni 1990, la sua opera venne riscoperta per le sue scene piene di umorismo e la sua ricerca dei dettagli nei costumi della Russia antica.

## Galleria d'immagini

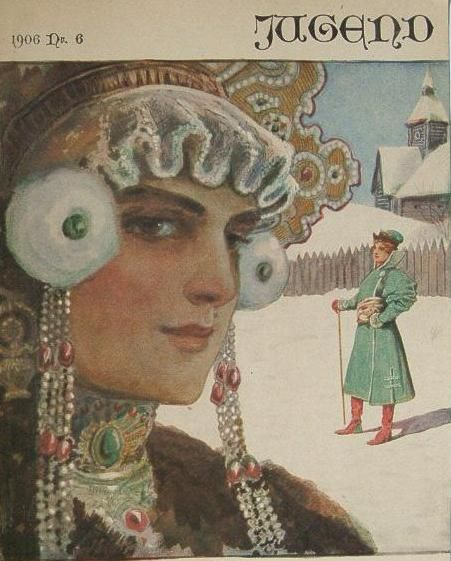
La copertina di Jugend realizzata da Sergej Solomko nel 1906.
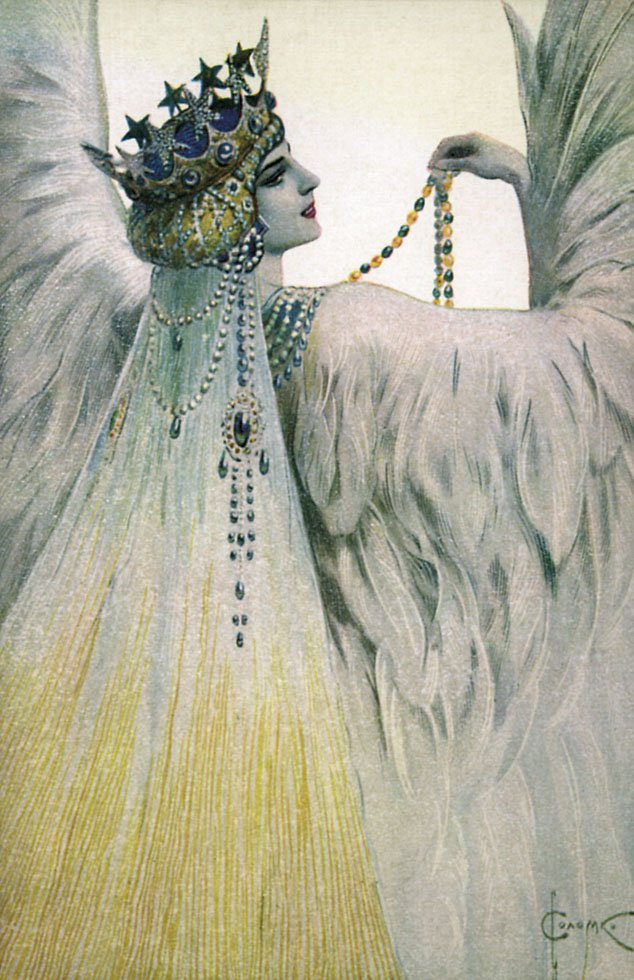
Il cigno bianco
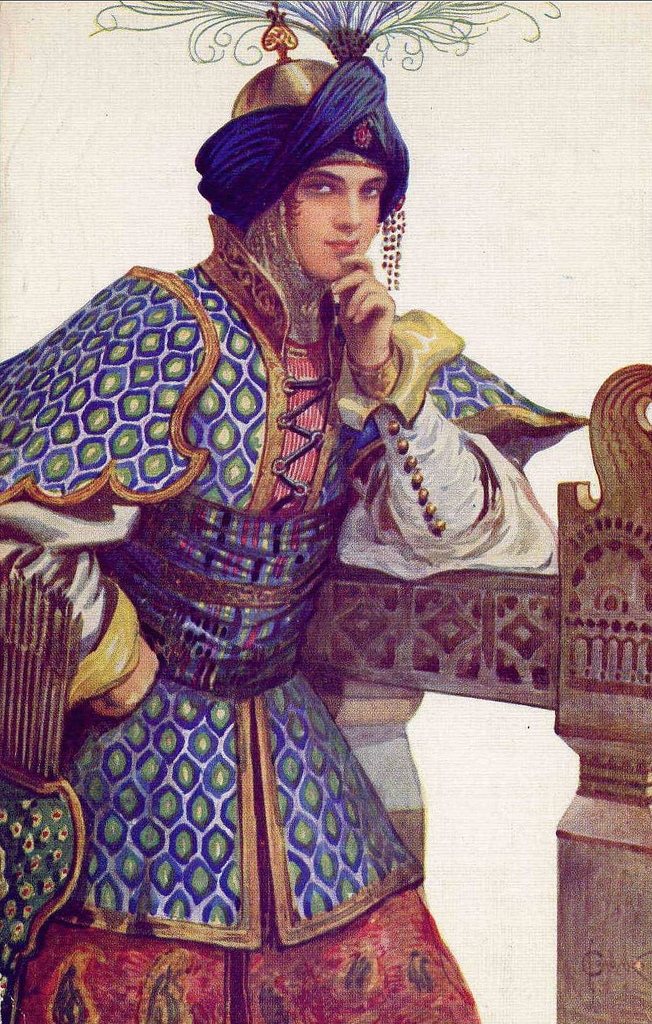
Una cartolina che ritrae Vasilisa Mikulična.
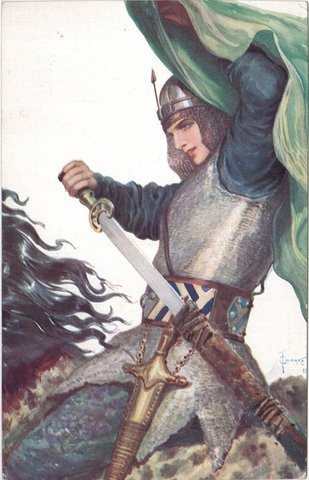
Una cartolina che ritrae Nastas'ja Korolevična.
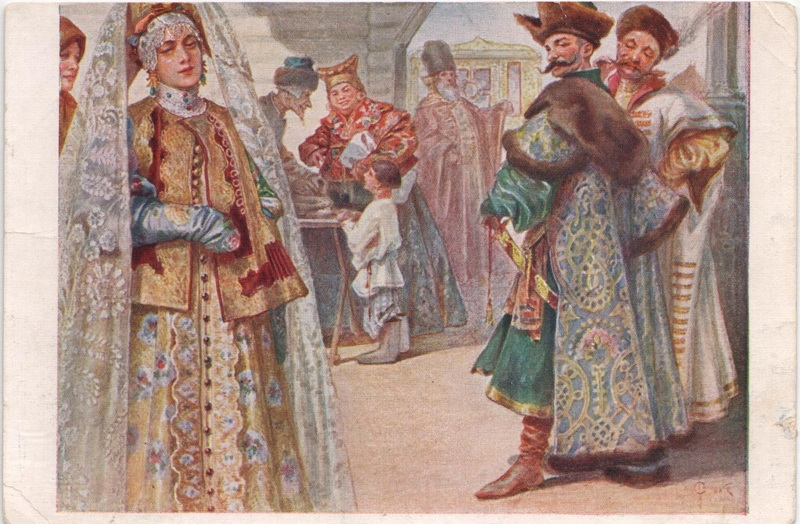
Una scena di genere storico russo.